# Plastiki
Die Plastiki ist ein aus 12 500 PET-Flaschen konstruierter Segelkatamaran. Er gehört dem Aktivisten und Millionär David de Rothschild. Mit der Plastiki-Expedition wollte die Crew 2010 auf die Gefährdung der Meere durch Plastikmüll aufmerksam machen.

## Schiffsname und Planung

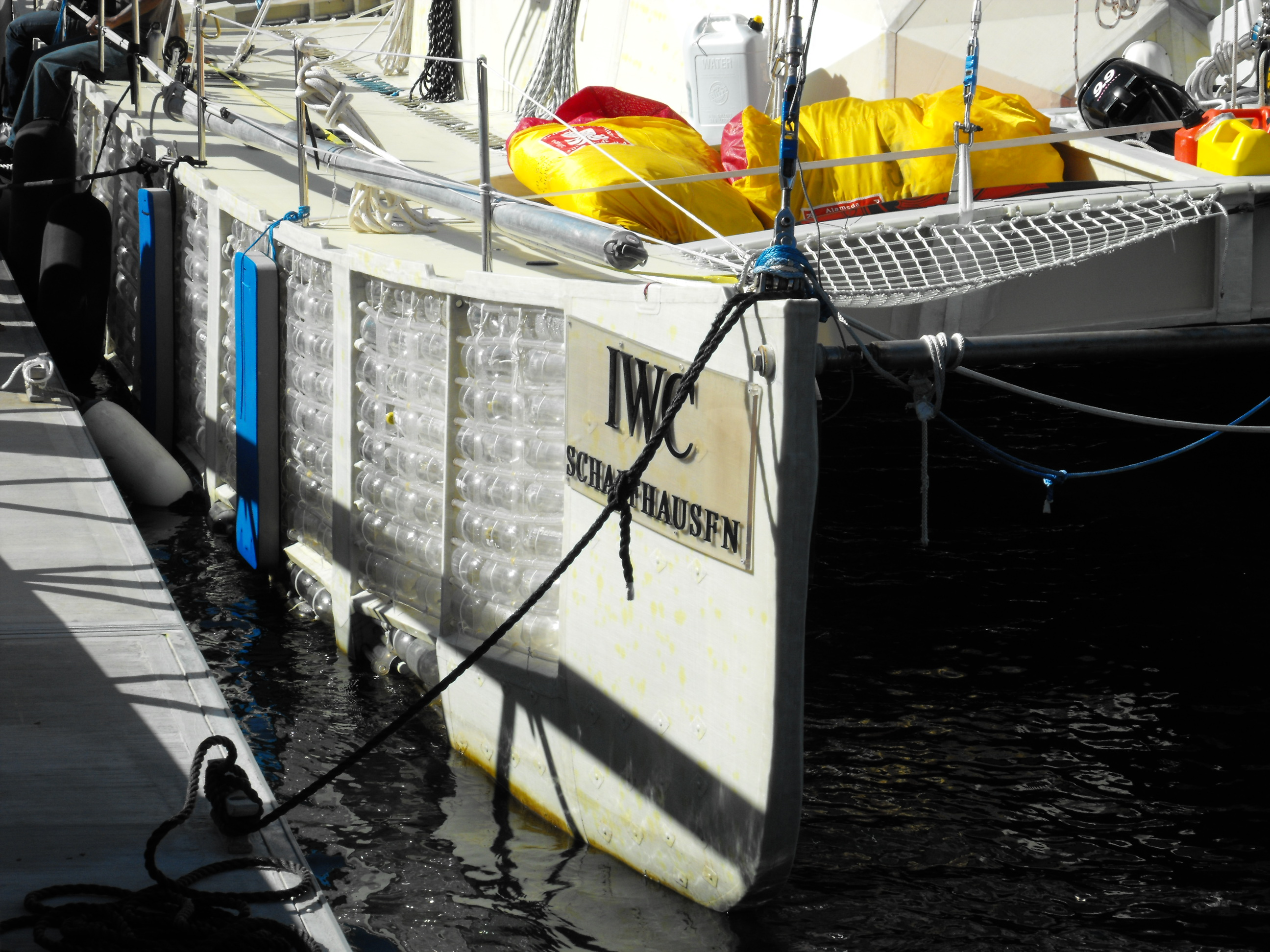
Rumpf der Plastiki mit den absichtlich sichtbaren PET-Flaschen

Der Name Plastiki soll an das Holzboot Kon-Tiki erinnern, mit dem der norwegische Abenteurer Thor Heyerdahl 1947 über den Pazifik segelte.
Zunächst plante Rothschild am 28. April 2009, dem Jahrestag der Kon-Tiki-Expedition, mit einem Floß aus Plastikflaschen und recycelten Materialien den Pazifischen Ozean von Nordamerika nach Australien zu besegeln. Anfang März 2010 wurde schließlich nach dreijähriger Vorbereitung der Katamaran Plastiki fertig.

## Ausstattung und Umweltfreundlichkeit des Katamaran
Wie bei Segelschiffen dieser Größe üblich, erzeugte die Plastiki ihre Energie mit Windturbinen und Solarzellen.
Während der Expedition 2010 benutzte die Crew eine kompostierende Toilette und sammelte Regenwasser. Am Mast hatte die Crew einen Kräutergarten aufgehängt, über dessen Bewuchs während der rauen Überfahrt nichts bekannt ist. Die beiden Masten des Katamaran sind aus Aluminium-Bewässerungsrohren gebaut. Der Klebstoff, der den Katamaran zusammenhält, wurde aus Cashewnüssen und Zucker gemixt.

## Nachleben
Geplant war, das Boot in Sydney auseinanderzunehmen und das Material zu recyceln. Nach der Ankunft am 26. Juli 2010 wurde das Boot in das Australian National Maritime Museum in Darling Harbour gebracht, wo es ausgestellt wurde.